# Рогово (Андреапольський район)
Рогово (рос. Рогово) — присілок в Андреапольському районі Тверської області Російської Федерації.
Населення становить 184 особи. Входить до складу муніципального утворення Андреапольський округ.

## Історія
Від 2006 до 2019 року входило до складу муніципального утворення Андреапольське сільське поселення.

## Населення
| 2002 | 2010 |
| ---- | ---- |
| 207  | ↘184 |